# توکای باغی
توکای باغی یا توکای آوازخوان (نام علمی: Turdus philomelos) گونه‌ای توکای به نسبت کوچک از تیره توکایان و سرده توکاهای راستین (Turdus) است. این پرنده در بخش‌های گسترده‌ای از اروپا، شمال آسیای مرکزی، خاورمیانه، مدیترانه، ایران، و شمال آفریقا به زندگی و تولیدمثل می‌پردازد.

## ویژگی‌های ظاهری
توکای باغی ۲۲ سانتی‌متر طول دارد. این پرنده از توکای بال‌سرخ کمی بزرگ‌تر است. توکای باغی دارای خال‌های سیاه بر زمینهٔ سفید زیرتنه و پوشش زرد قهوه‌ای کمرنگ زیر بال‌ها است و نوار ابرویی ندارد. همچنین از توکای بزرگ بسیار کوچک‌تر بوده و شیوهٔ پرواز و صدایش متفاوت است.
پرواز این پرنده سریع و مستقیم است و در زمستان‌ها به صورت تکی یا در گروه‌های کوچک دیده می‌شود.

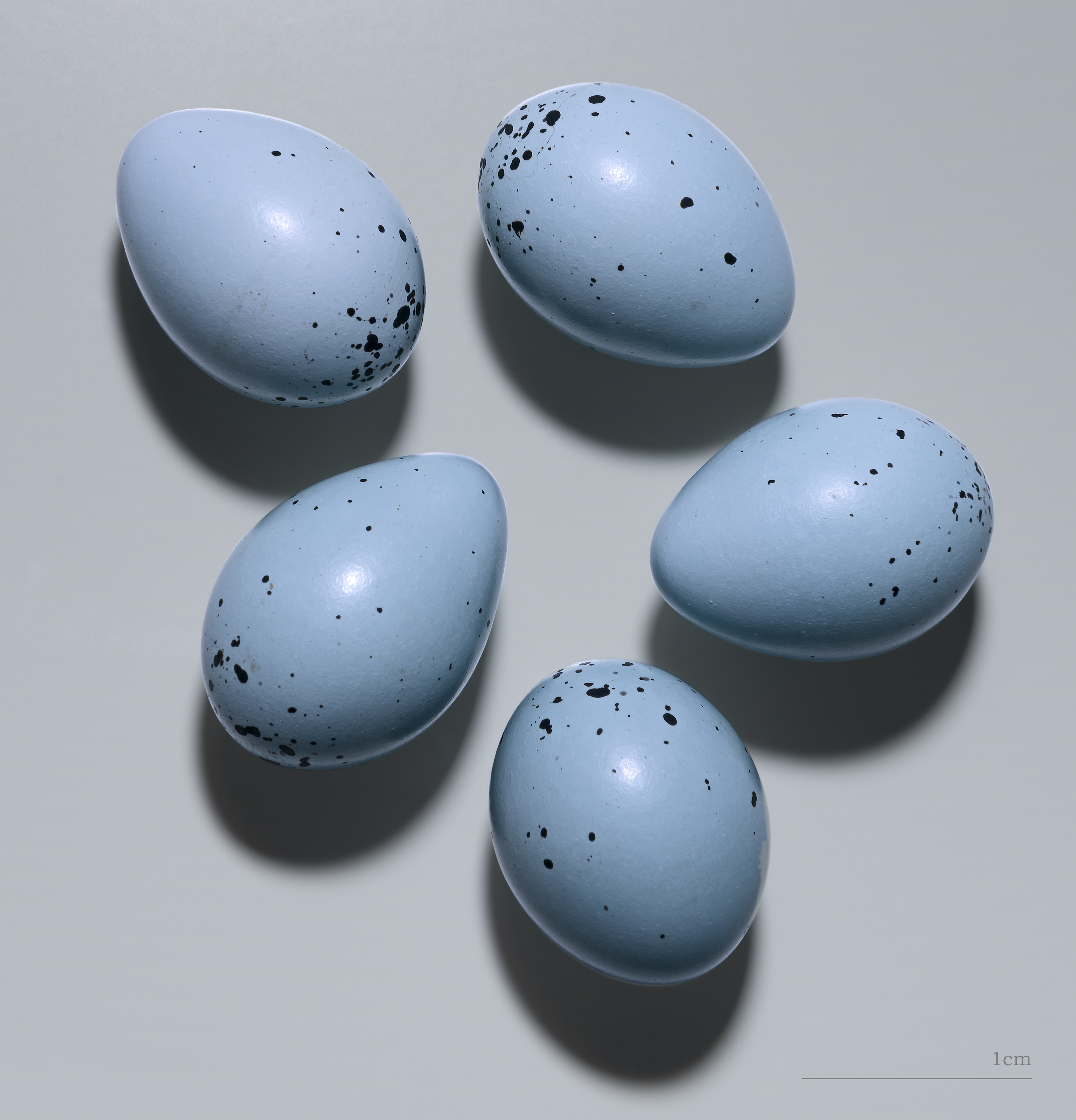
Turdus philomelos